# 瓜纳华托
瓜纳华托（西班牙語：Guanajuato），又译作瓜纳托，是墨西哥瓜納華托州的州府，位于首都墨西哥城西北方370km处，平均海拔1,996 m。城市汽车的通行大多使用地下路网系统。虽然瓜纳华托是瓜纳华托州的州府，但是城市规模在该州莱昂、伊拉帕托、塞拉亚和萨拉曼卡之后，列全州第五位。根据2005年的人口普查显示，市區人口194，500人。
1988年，瓜纳华托市的老城区和周边的矿区被联合国教科文组织评定为世界遗产，瓜纳托历史名城及周围矿藏是登录时的名称。

## 历史
瓜纳华托于1554年建立，并于1741年设立为城市。这一地区历史上是墨西哥的一个白银开采基地，现保留了一些有价值的西班牙殖民时期建筑。

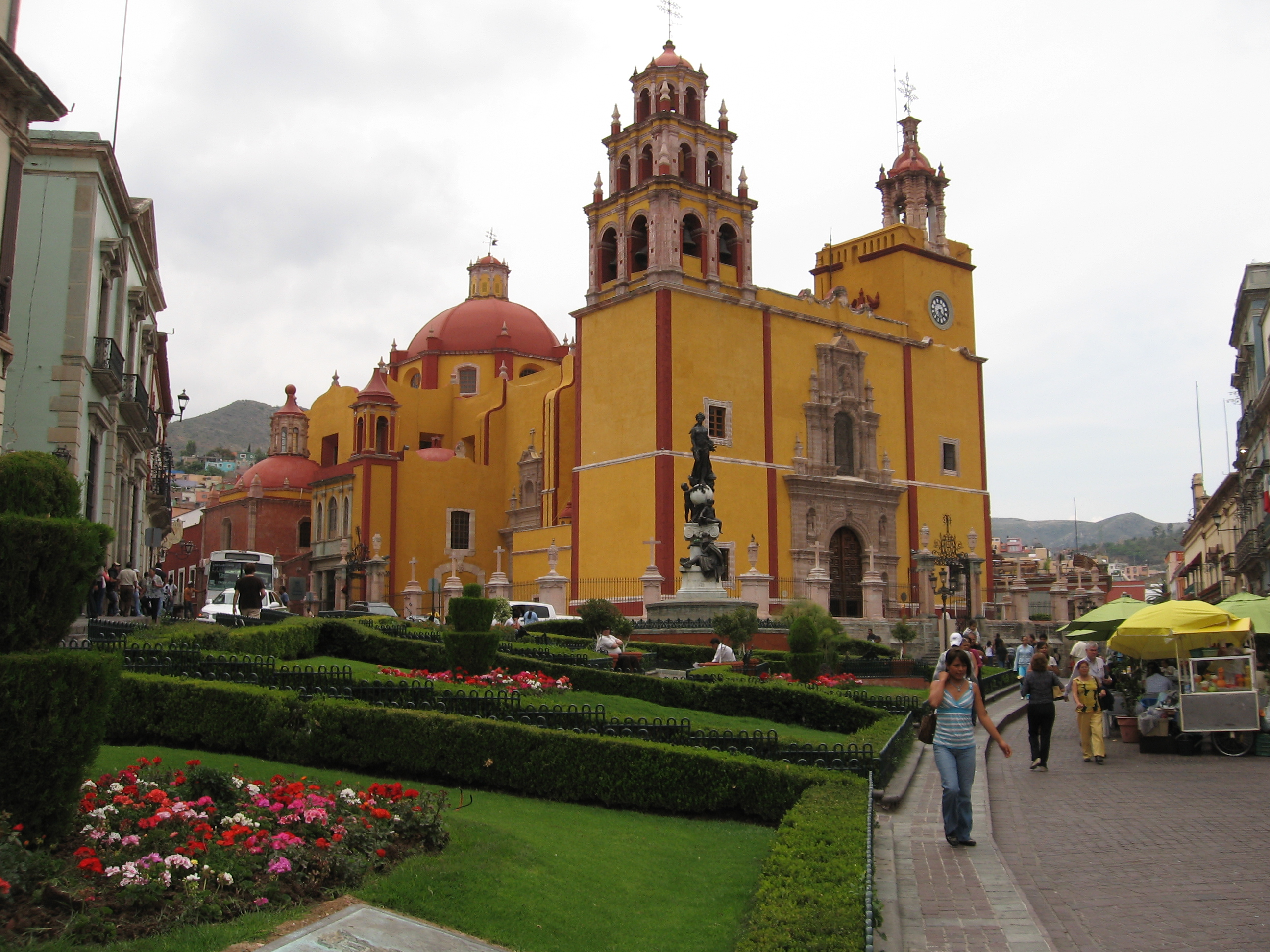
和平广场和瓜纳华托圣母圣殿

西班牙语中的“Guanajuato”这一地名来自塔拉斯坎语的“Quanaxhuato”或“Kuanasiutu”，意思是“Hill of Frogs”（一块在城外看像青蛙的大岩石）。 在当地的宗教里，青蛙代表上帝的智慧。
城市最初沿着瓜纳华托河建造，但由于多年洪水泛滥，这里选择了提高建筑物高度的解决方式。在20世纪中叶，工程师建立了大坝，并将河改道至地下溶洞里。该隧道设置照明，并铺设鹅卵石供汽车行驶，这个地下道路网络至今仍服务于城市大多数汽车的行驶，这也是这个城市的一个最大的特点之一。
由于瓜纳华托是瓜纳华托州的政治中心，该市在由米格尔·伊达尔戈·伊·科斯蒂利亚领导的墨西哥独立战争中发挥了重要作用。埃尔皮派拉和Alhóndiga de Granaditas两个建筑记录了那段历史。

## 文化

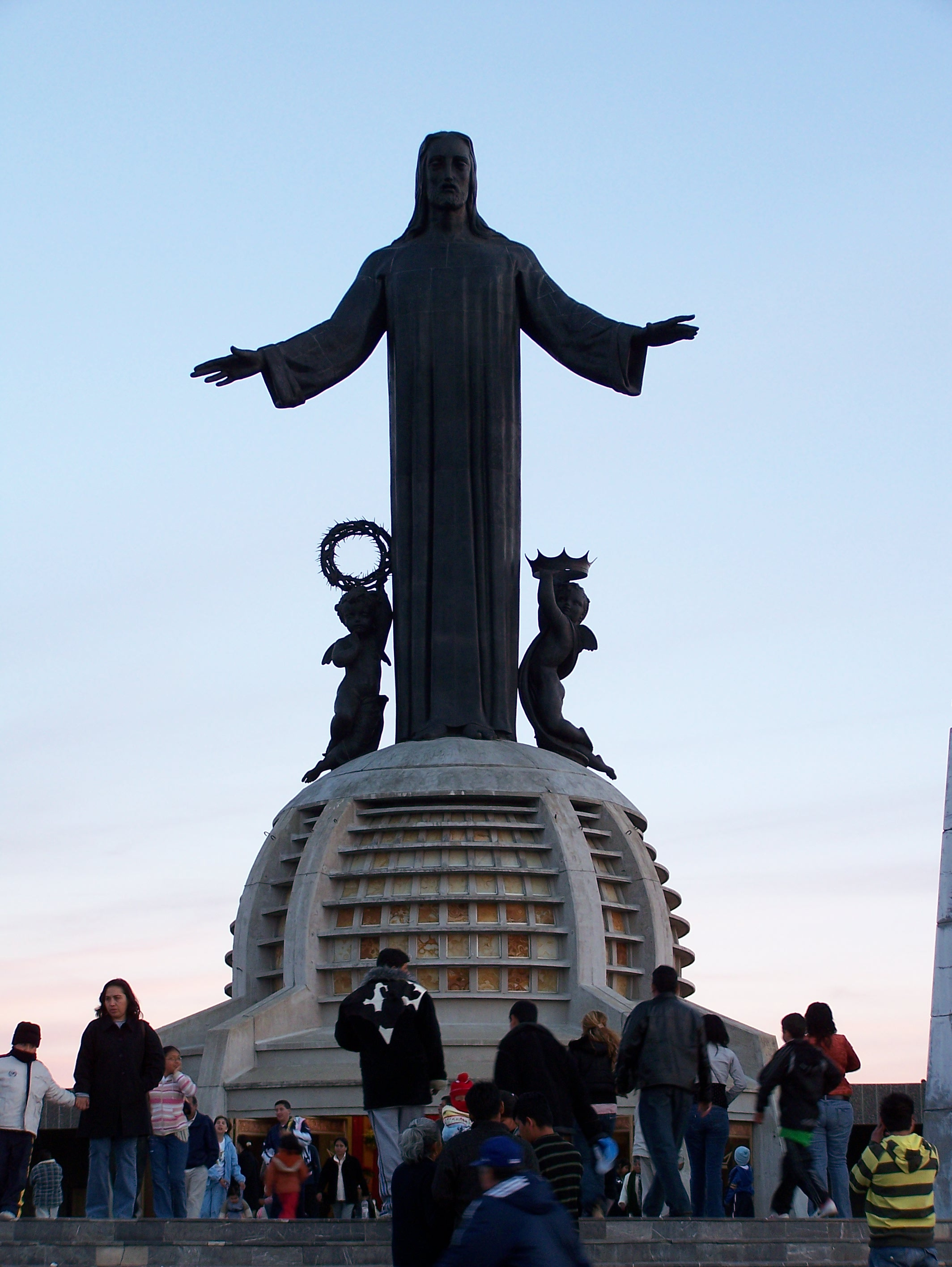
基督国王神社像

基督国王神社像（Cristo Rey del Cubilete）是墨西哥一个重要的纪念碑，并是墨西哥中心的标记。 
65英尺的基督国王神社像的顶部，是每年的1月份当地人民为了庆祝主显节而进行的朝圣之行的目的地。成千上万的朝圣者几乎全部选择骑马的方式前去。

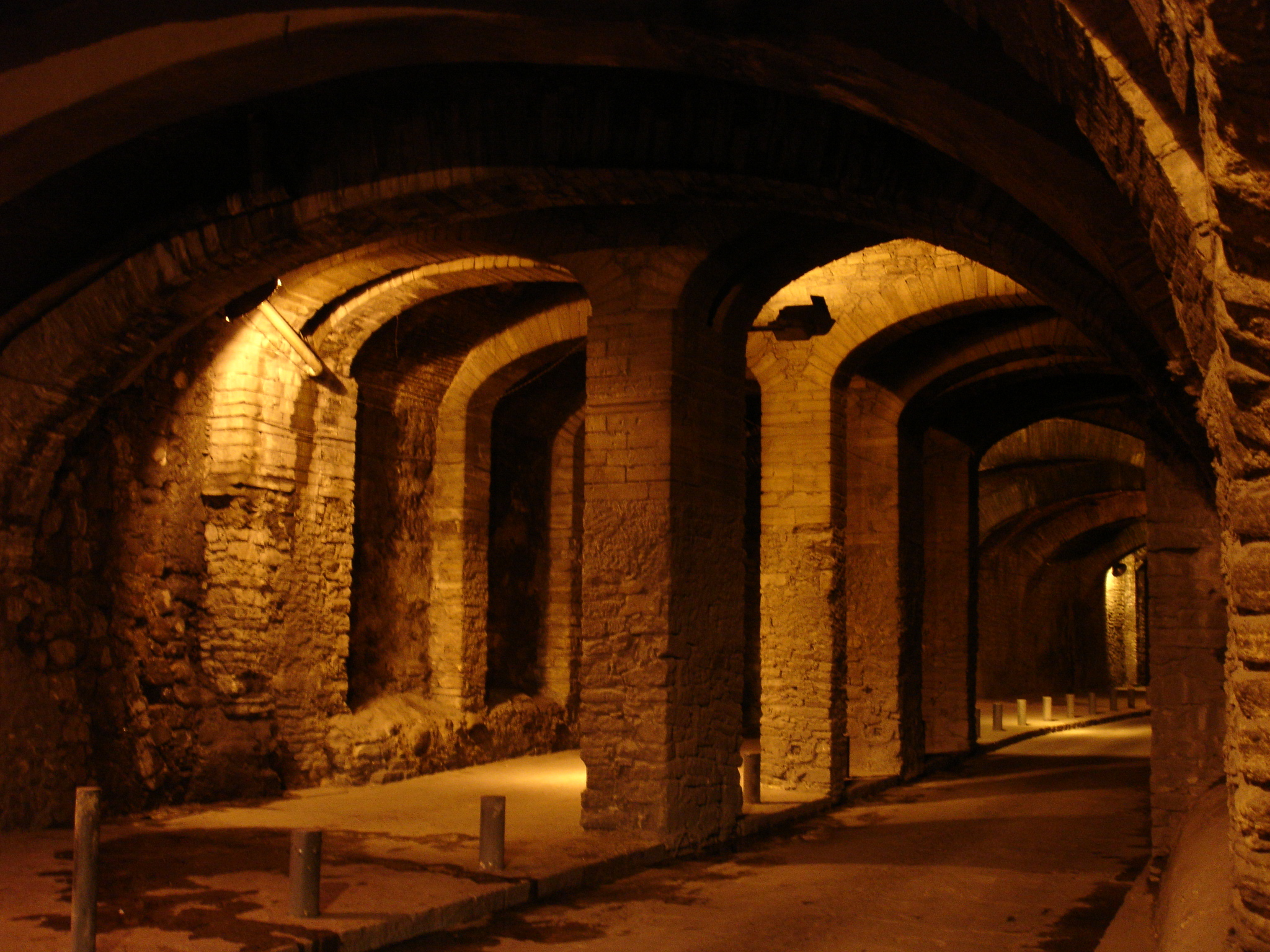
瓜纳华托地下道路

城市西部的Panteón地下墓穴是当地一个非常有名的墓地，它以一种目前人类未知的方式制造出极为自然的木乃伊。19世纪末，当地对死者的家属收取“掩埋税”，当一些较为贫困的家庭无力支付税务时，他的亲属将被放置在一个专门建造的博物馆内。博物馆现有在111具静止在天鹅绒枕头上的尸体。
瓜纳华托是艺术家迭戈·里韋拉的出生地，他的故居现在是一个博物馆。
在每年7月的最后一个星期，瓜纳华托和圣米圭尔市联合举办恩科托国际电影节，这是墨西哥最具竞争力、拉丁美洲极有威望的电影节。这个有一定国际影响力的电影节向公众开放，并在其16个会场每天上午10点至次日凌晨4点免费播放超过400部影片。会场包括地下公路、瓜纳华托木乃伊博物馆和墓地（Panteónes）在内的许多地方。
每年10月，瓜纳华托举办塞万提斯国际节。虽然这只是一个供来自墨西哥中部的青年学生交流流行绘画的节日，但它却吸引了全球很多的参与者和慕名而来的观众。

## 气候
瓜纳华托的气候较为干燥，从每年11月至来年4月的平均降雨量在1cm左右。降水大部分在5月至9月之间，平均每月的降雨量为9.5 cm。 平均气温为19℃。 关于瓜纳华托更详细的气候情况，见下表。
| 瓜纳华托（1951-2010）                  | 瓜纳华托（1951-2010） | 瓜纳华托（1951-2010） | 瓜纳华托（1951-2010） | 瓜纳华托（1951-2010） | 瓜纳华托（1951-2010） | 瓜纳华托（1951-2010） | 瓜纳华托（1951-2010） | 瓜纳华托（1951-2010） | 瓜纳华托（1951-2010） | 瓜纳华托（1951-2010） | 瓜纳华托（1951-2010） | 瓜纳华托（1951-2010） | 瓜纳华托（1951-2010） |
| 月份                                   | 1月                   | 2月                   | 3月                   | 4月                   | 5月                   | 6月                   | 7月                   | 8月                   | 9月                   | 10月                  | 11月                  | 12月                  | 全年                  |
| -------------------------------------- | --------------------- | --------------------- | --------------------- | --------------------- | --------------------- | --------------------- | --------------------- | --------------------- | --------------------- | --------------------- | --------------------- | --------------------- | --------------------- |
| 历史最高温 °C（°F）                    | 28.9 (84.0)           | 33.6 (92.5)           | 34.7 (94.5)           | 37.0 (98.6)           | 38.9 (102.0)          | 37.2 (99.0)           | 34.1 (93.4)           | 34.5 (94.1)           | 33.5 (92.3)           | 34.0 (93.2)           | 29.8 (85.6)           | 29.7 (85.5)           | 38.9 (102.0)          |
| 平均高温 °C（°F）                      | 22.3 (72.1)           | 24.1 (75.4)           | 27.1 (80.8)           | 29.4 (84.9)           | 30.6 (87.1)           | 28.7 (83.7)           | 26.9 (80.4)           | 26.8 (80.2)           | 26.1 (79.0)           | 25.5 (77.9)           | 24.2 (75.6)           | 22.6 (72.7)           | 26.2 (79.2)           |
| 日均气温 °C（°F）                      | 14.6 (58.3)           | 16.0 (60.8)           | 18.4 (65.1)           | 20.8 (69.4)           | 22.3 (72.1)           | 21.7 (71.1)           | 20.5 (68.9)           | 20.4 (68.7)           | 19.9 (67.8)           | 18.6 (65.5)           | 16.6 (61.9)           | 15.0 (59.0)           | 18.7 (65.7)           |
| 平均低温 °C（°F）                      | 6.9 (44.4)            | 7.9 (46.2)            | 9.7 (49.5)            | 12.2 (54.0)           | 14.0 (57.2)           | 14.7 (58.5)           | 14.1 (57.4)           | 14.1 (57.4)           | 13.8 (56.8)           | 11.7 (53.1)           | 9.0 (48.2)            | 7.5 (45.5)            | 11.3 (52.4)           |
| 历史最低温 °C（°F）                    | −1.5 (29.3)           | −2.0 (28.4)           | 0.3 (32.5)            | 5.5 (41.9)            | 8.0 (46.4)            | 9.0 (48.2)            | 10.4 (50.7)           | 9.0 (48.2)            | 4.8 (40.6)            | 2.2 (36.0)            | −4.0 (24.8)           | −4.0 (24.8)           | −4.0 (24.8)           |
| 平均降雨量 mm（）                      | 16.4 (0.65)           | 11.9 (0.47)           | 8.8 (0.35)            | 8.1 (0.32)            | 42.4 (1.67)           | 136.9 (5.39)          | 179.8 (7.08)          | 149.4 (5.88)          | 122.8 (4.83)          | 35.6 (1.40)           | 10.4 (0.41)           | 10.3 (0.41)           | 732.8 (28.86)         |
| 平均降雨天数（≥ 0.1 mm）               | 2.8                   | 2.1                   | 1.8                   | 2.7                   | 7.1                   | 12.3                  | 15.7                  | 13.7                  | 10.6                  | 5.0                   | 2.2                   | 2.1                   | 78.1                  |
| 月均日照時數                           | 235.6                 | 226.0                 | 266.6                 | 261.0                 | 260.4                 | 210.0                 | 201.5                 | 220.1                 | 198.0                 | 244.9                 | 252.0                 | 217.0                 | 2,793.1               |
| 来源1：Servicio Meteorológico Nacional |                       |                       |                       |                       |                       |                       |                       |                       |                       |                       |                       |                       |                       |
| 来源2：香港天文台                      |                       |                       |                       |                       |                       |                       |                       |                       |                       |                       |                       |                       |                       |

## 世界遗产
瓜纳托历史名城及周围矿藏于1988年列入世界遗产名录，该世界遗产被认为满足世界遺產登錄基準中的以下基準而予以登錄：
- （i）表现人类创造力的经典之作。
- （ii）在某期间或某种文化圈里对建筑、技术、纪念性艺术、城镇规划、景观设计之发展有巨大影响，促进人类价值的交流。
- （iv）关于呈现人类历史重要阶段的建筑类型，或者建筑及技术的组合，或者景观上的卓越典范。
- （vi）具有显著普遍价值的事件、活的传统、理念、信仰、艺术及文学作品，有直接或实质的连结（世界遗产委员会认为该基准应最好与其他基准共同使用）。

## 对外交流
瓜纳华托有16个友好城市和2个签订了友好协定的城市：
|  | 友好城市 - 西班牙埃纳雷斯堡 - 秘魯阿雷基帕 - 美国阿什兰 - 法國阿维尼翁 - 墨西哥墨西哥城 - 昆卡 - 古巴哈瓦那旧城 - 墨西哥莫雷利亚 - 美国摩根敦 - 墨西哥瓦哈卡 - 墨西哥普埃布拉 - 墨西哥圣米格尔德阿连德 - 義大利斯波莱托 - 西班牙托莱多 - 墨西哥萨卡特卡斯 友好协定的城市 - 加拿大魁北克 - 瑞典于默奧 |

## 图集

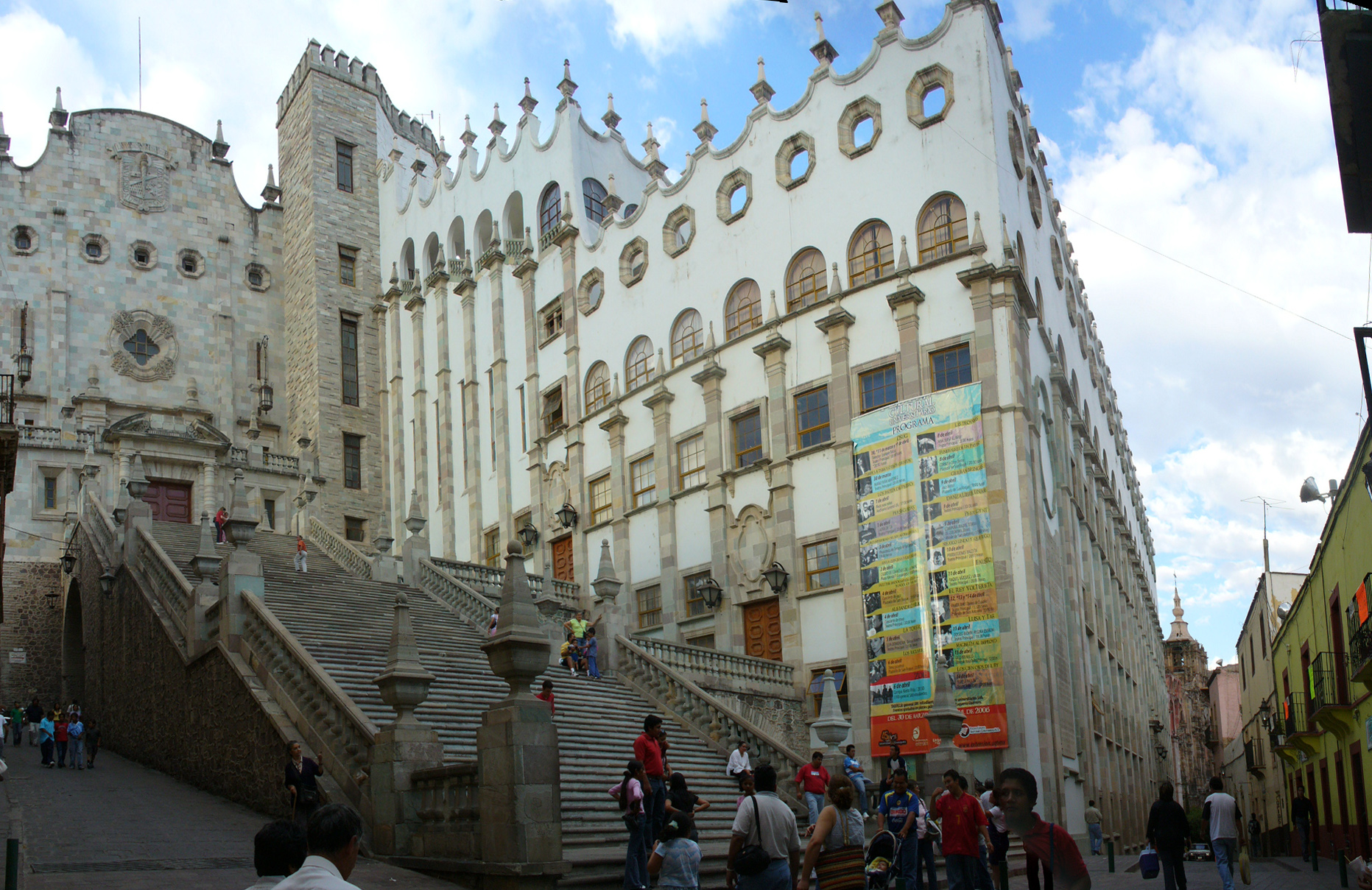
瓜纳华托大学
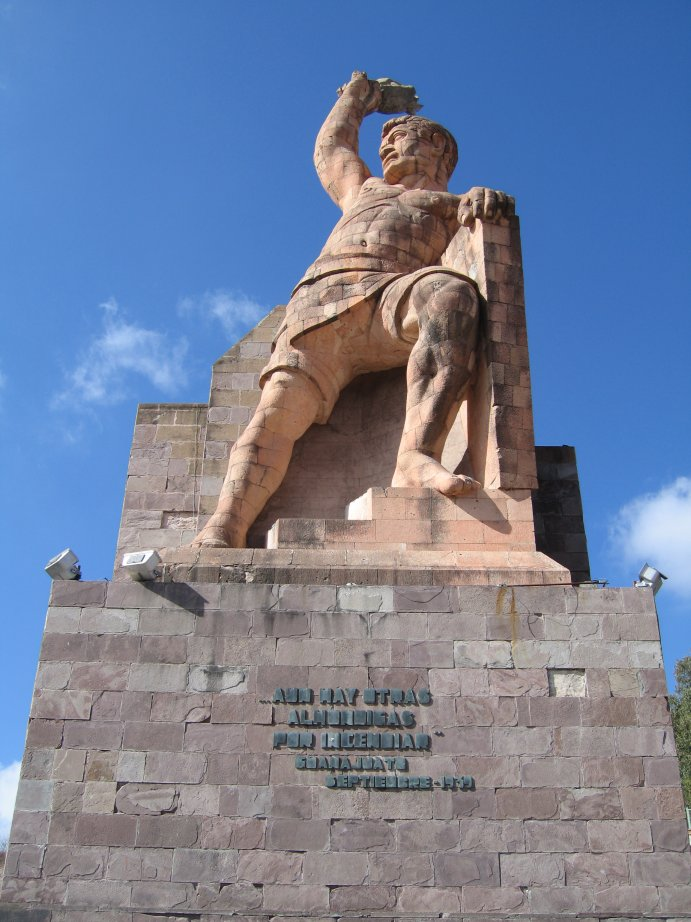
埃尔皮派拉塑像
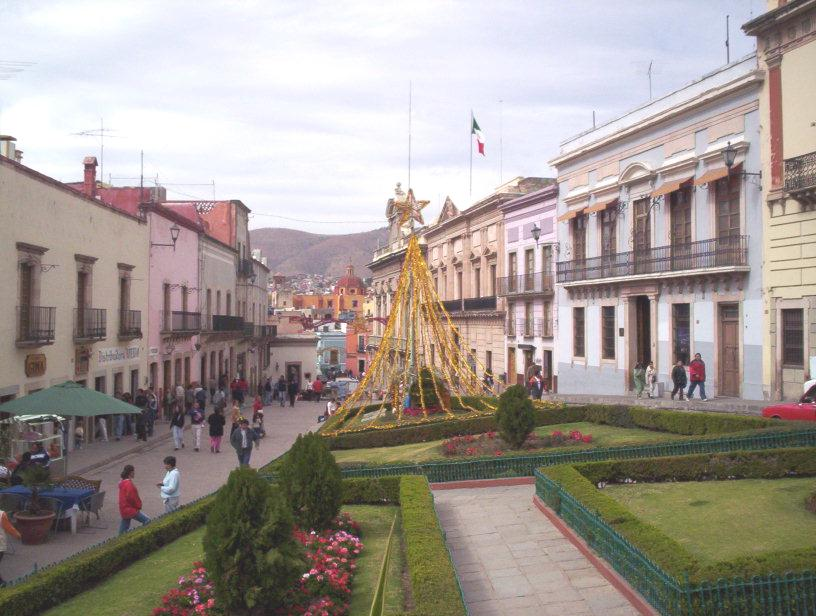
拉巴斯广场
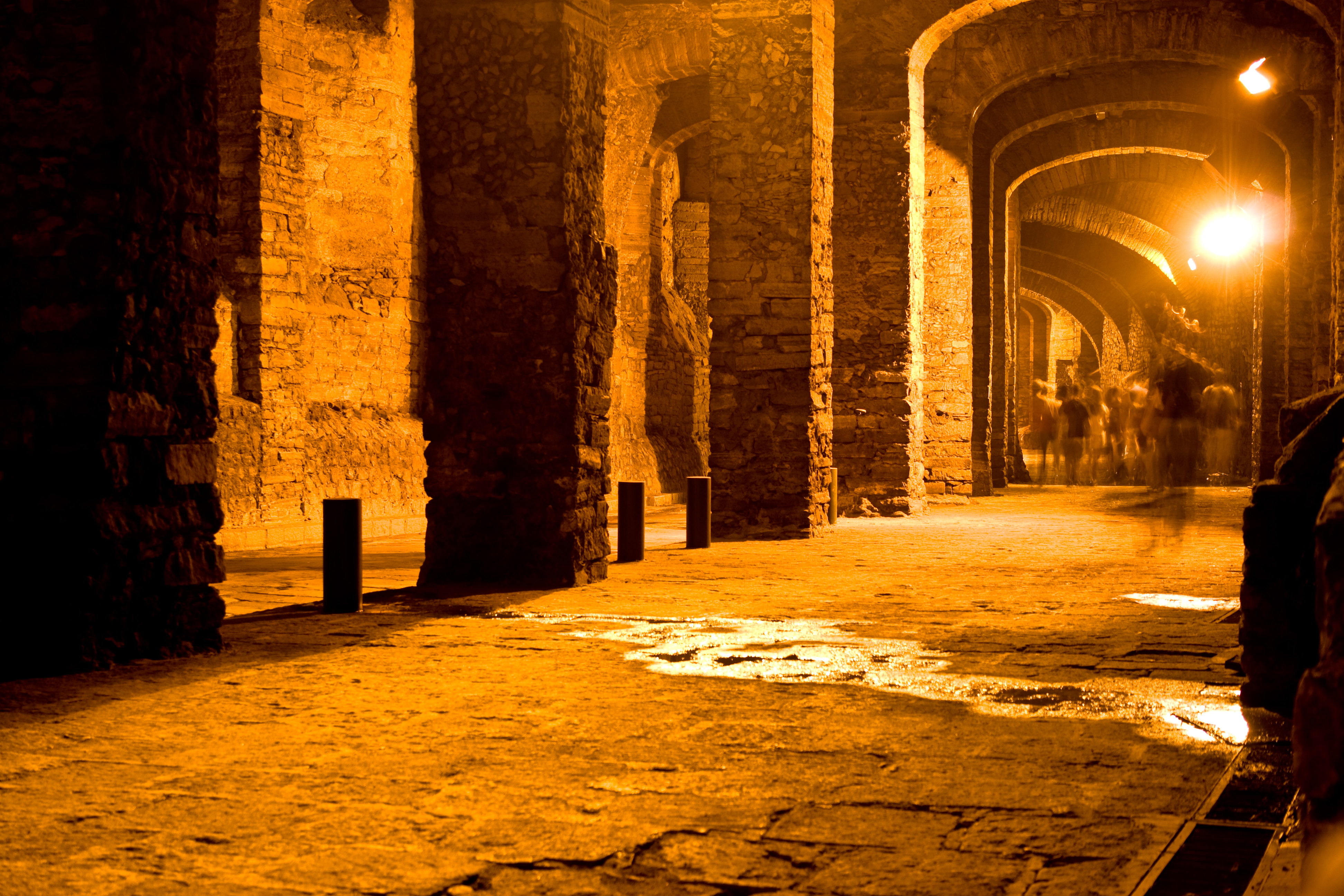
地下道路

## 著名人物
- 迭戈·里韋拉，墨西哥著名画家、活跃共产主义者。
- 豪尔赫·内格雷特，墨西哥壁画家。
- 阿尔弗雷多·迪热斯，墨西哥自然主义者。